# Krameraxus leucornatus
Krameraxus leucornatus är en insektsart som beskrevs av Maldonado-capriles 1968. Krameraxus leucornatus ingår i släktet Krameraxus och familjen dvärgstritar. Inga underarter finns listade i Catalogue of Life.